# Adrià Guerrero Aguilar
Adrián Guerrero Aguilar (Blanes, 28 de enero de 1998) es un futbolista español que juega como defensa en las filas del Debreceni VSC de la Nemzeti Bajnokság I.

## Trayectoria
Nacido en Blanes, Guerrero se formó en las categorías inferiores del F. C. Barcelona a la que llegó en 2010, procedente de la U. E. Vilassar de Mar. En agosto de 2017, después de terminar su formación de juveniles, firmó por el C. F. Reus Deportiu para jugar en el filial de Tercera División. 
Guerrero hizo su debut con el filial del C. F. Reus, el 20 de agosto de 2017, en un empate 0-0 ante el Palamós C. F., y anotó su primer gol el 1 de octubre de 2017 en un empate a uno en casa contra el A. E. Prat. El 11 de enero de 2018, renovó su contrato hasta 2021. El lateral zurdo hizo una buena temporada 2017-18 con el filial rojinegro, con el que consiguió la permanencia en Tercera. Durante el curso 2017-18, el futbolista alternó los entrenamientos del filial con el primer equipo e incluso entró en la convocatoria en el último encuentro de La Liga 1|2|3 ante la A. D. Alcorcón.
El 27 de junio de 2018 fue confirmado definitivamente como jugador del primer equipo para disputar la Segunda División durante la temporada 2018-19. Hizo su debut con el primer equipo en la Liga 1|2|3, el 19 de agosto de 2018, sustituyendo a Àlex Carbonell en una derrota por 0-2 frente a la U. D. Las Palmas. En enero de 2019, tras la sanción al Reus, fichó por el Valencia C. F. Mestalla.
El 4 de julio de 2020 realizó su debut con el primer equipo al entrar por Jaume Costa en el descanso del encuentro ante el Granada C. F. que terminaría en empate a dos. Tres días después, se estrenó como titular ante el Real Valladolid C. F.
En agosto del mismo año fue cedido una temporada al F. C. Lugano suizo. Una vez la cesión finalizó siguió jugando en Suiza después de que el Valencia C. F. lo traspasara al F. C. Zürich. Con este equipo ganó la Superliga de Suiza 2021-22.
El 17 de julio de 2024 regresó al fútbol español tras fichar por el C. D. Tenerife con el que firmó por dos años. Sin embargo, tras el primero de ellos se marchó a Hungría para jugar en el Debreceni VSC.

## Clubes
| Club                    | País    | Año       |
| ----------------------- | ------- | --------- |
| C. F. Reus Deportiu "B" | España  | 2017-2018 |
| C. F. Reus Deportiu     | España  | 2018-2019 |
| Valencia C. F. Mestalla | España  | 2019-2021 |
| F. C. Lugano (cedido)   | Suiza   | 2020-2021 |
| F. C. Zürich            | Suiza   | 2021-2024 |
| C. D. Tenerife          | España  | 2024-2025 |
| Debreceni VSC           | Hungría | 2025-     |

## Palmarés

### Títulos nacionales
| Título             | Club         | País  | Año     |
| ------------------ | ------------ | ----- | ------- |
| Superliga de Suiza | F. C. Zürich | Suiza | 2021-22 |